# 21.ª edición de los Premios Grammy
La 21.ª edición de los Premios Grammy se celebró el 15 de febrero de 1979 en el Shrine Auditorium de Los Ángeles, en reconocimiento a los logros discográficos alcanzados por los artistas musicales durante el año anterior. El evento fue presentado por John Denver y fue televisado en directo en Estados Unidos por CBS.
Esta edición incorporó por primera vez la categoría de premio al mejor álbum histórico.

## Ganadores

### Generales
- Grabación del año
  - Phil Ramone (productor) & Billy Joel por "Just the Way You Are"
- Álbum del año
  - Broadway Eddie, Richard Finch, Albhy Galuten, K.G. Productions, Ron Kersey,  Arif Mardin, Bobby Martin, Bill Oakes, Freddie Perren, Karl Richardson, William Salter, Thomas J. Valentino (productores), Bee Gees, Ralph MacDonald, David Shire (productores e intérpretes), Don Renaldo (director), Yvonne Elliman, KC and the Sunshine Band, Kool & the Gang, Walter Murphy, Tavares & The Trammps (intérpretes) por Saturday Night Fever (Soundtrack)
- Canción del año
  - Billy Joel por "Just the Way You Are"
- Mejor artista novel
  - A Taste of Honey

### Clásica
- Mejor grabación clásica orquestal
  - Michel Glotz (productor), Herbert von Karajan (director) & Berlin Philharmonic Orchestra por Beethoven: Symphonies (9) (Complete)
- Mejor interpretación solista vocal clásica
  - Luciano Pavarotti por Luciano Pavarotti - Hits From Lincoln Center
- Mejor grabación de ópera
  - George Sponhaltz & John Coveney (productores), Julius Rudel (director), Beverly Sills, Alan Titus & New York City Opera Orchestra por Lehár: The Merry Widow
- Mejor interpretación coral (que no sea ópera)
  - Georg Solti (director), Margaret Hillis (director de coro) & Chicago Symphony Orchestra & Chorus por Beethoven: Missa Solemnis
- Mejor interpretación clásica - Solista o solistas instrumentales (con orquesta)
  - Eugene Ormandy (director), Vladimir Horowitz & New York Philharmonic Orchestra por Rajmáninov: Concierto para piano n.º 3 (Horowitz Golden Jubilee)
- Mejor interpretación clásica - Solista o solistas instrumentales (sin orquesta)
  - Vladimir Horowitz por The Horowitz Concerts 1977/78
- Mejor interpretación de música de cámara
  - Itzhak Perlman & Vladimir Ashkenazy por Beethoven: Sonatas for Violin and Piano
- Mejor álbum de música clásica
  - Christopher Bishop (productor), Carlo Maria Giulini(director), Itzhak Perlman & Orquesta Sinfónica de Chicago por Brahms: Concierto para violín

### Comedia
- Mejor grabación de comedia
  - Steve Martin por A Wild and Crazy Guy

### Composición y arreglos
- Mejor composición instrumental
  - John Williams (compositor) por "Theme From Close Encounters of the Third Kind"
- Mejor banda sonora original de película o especial de televisión
  - John Williams (compositor) por Close Encounters of the Third Kind
- Mejor arreglo instrumental
  - Quincy Jones & Robert Freedman (arreglistas); Varios intérpretes por "The Wiz Main Title - Overture Part One"
- Mejor arreglo de acompañamiento para vocalista(s)
  - Maurice White (arreglista); Earth, Wind & Fire (intérprete) por "Got to Get You Into My Life"
- Mejor arreglo vocal (dúo, grupo o coro)
  - The Bee Gees (arreglistas) por "Stayin' Alive"

### Country
- Mejor interpretación vocal country, femenina
  - Dolly Parton por Here You Come Again
- Mejor interpretación vocal country, masculina
  - Willie Nelson por "Georgia on My Mind"
- Mejor interpretación country, duo o grupo
  - Waylon Jennings & Willie Nelson por "Mamas Don't Let Your Babies Grow Up to Be Cowboys"
- Mejor interpretación instrumental country
  - Asleep at the Wheel por "One O'Clock Jump"
- Mejor canción country
  - Don Schlitz (compositor); Kenny Rogers (intérprete) por "The Gambler"

### Espectáculo musical
- Mejor álbum de espectáculo con reparto original
  - Thomas Z. Shepard (productor) & varios intérpretes por Ain't Misbehavin'

### Folk
- Mejor grabación étnica o tradicional
  - Muddy Waters por I'm Ready

### Gospel
- Mejor interpretación gospel tradicional
  - The Happy Goodman Family por Refreshing
- Mejor interpretación gospel contemporánea
  - Larry Hart por "What a Friend"
- Mejor interpretación gospel soul tradicional
  - Mighty Clouds of Joy por Live and Direct
- Mejor actuación gospel soul contemporánea
  - Andrae Crouch; Andrae Crouch & the Disciples (intérpretes) por Live in London
- Mejor interpretación inspiracional
  - B. J. Thomas por Happy Man

### Hablado
- Mejor grabación hablada
  - Orson Welles por Citizen Kane

### Histórico
- Mejor álbum histórico reembalado
  - Michael Brooks (productor) por The Lester Young Story, Vol. 3

### Infantil
- Mejor grabación para niños
  - Jim Henson (productor); The Muppets (intérpretes) por The Muppet Show

### Jazz
- Mejor interpretación jazz de solista
  - Oscar Peterson por Oscar Peterson Jam - Montreux '77
- Mejor interpretación jazz de grupo
  - Chick Corea por Friends
- Mejor interpretación jazz de big band
  - Mel Lewis & Thad Jones por Live in Munich
- Mejor interpretación jazz vocal
  - Al Jarreau por All Fly Home

### Latina
- Mejor grabación latina
  - Tito Puente por Homenaje a Beny Moré